# Volsbach (Wüstung)

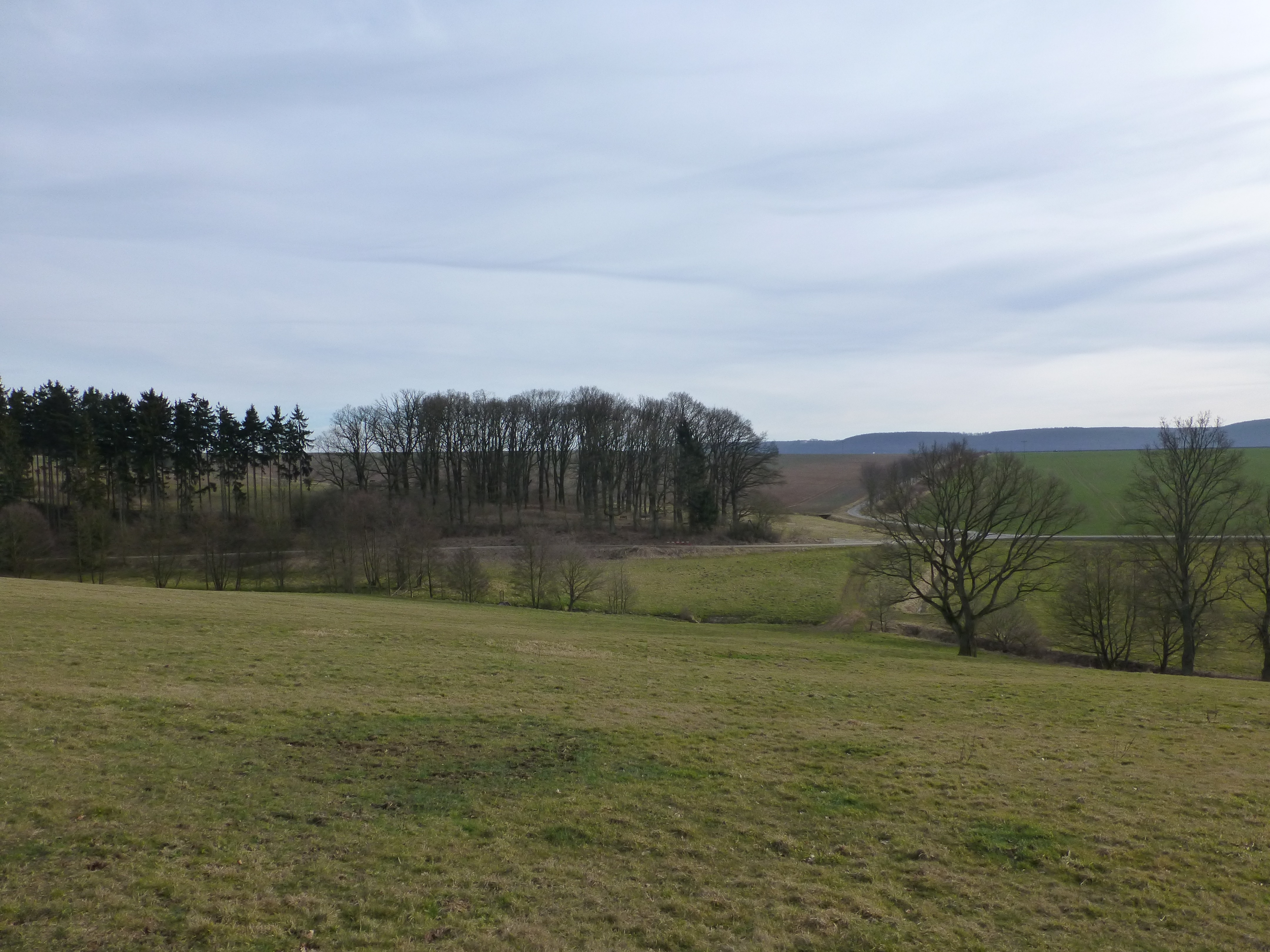
Blick über den ehemaligen Ort Volsbach

Die Wüstung Volsbach (auch Folsbach) befindet sich in der Gemarkung der Gemeinde Wingerode im Landkreis Eichsfeld in Thüringen.

## Lage
Die Wüstung liegt ungefähr zwei Kilometer nordöstlich von Wingerode am Fuße des Zehnsberges (413 m) auf  ungefähr 330 m Höhe. Der gleichnamige Volsbach entspringt nordöstlich der ehemaligen Ortslage, östlich befindet sich das Beurener Klosterholz (428 m). Die Bundesautobahn 38 mit der Etzelsbachtalbrücke verläuft unmittelbar südlich.

## Geschichte der Siedlung
Volsbach wurde 1281 erstmals urkundlich erwähnt. Der Ort war mit mehreren Glasöfen ein bedeutender Glashüttenstandort im Eichsfeld. In der waldreichen Gegend waren weiterhin Quarzsand und Wasser vorhanden. Für die Zeit vom 14. bis 16. Jahrhundert sind Scherbenfunde bekannt. An zwei Hüttenstandorten bei der Kirche und im nordöstlichen Hüttengrund wurden 7 Öfen nachgewiesen. Produziert wurden überwiegend Keulengläser und Stangengläser.
Die Siedlung existierte wohl noch den Jahren 1534, 1548 und 1556. Danach wird Volsbach mehrfach als wüst bezeichnet.
Ab dem 17. Jahrhundert finden sich keine Erwähnungen des Ortes mehr. Die Tallage am Volsbach heißt noch heute Hüttengrund.

## Heutiger Zustand
Zahlreiche Wanderwege führen von den umgebenden Ortschaften zur Wüstung. Heute findet man noch den mit Wall und Graben umgebenden Standort der Kirche, ein Gedenkstein erinnert an diese. Tisch und Bänke laden zur Erholung ein, Informationstafeln geben über die Glasherstellung und die Geschichte des Ortes Auskunft.